# AboutUs.org
AboutUs.org ist ein im Jahre 2005 gegründetes, wiki-basiertes kommerzielles englischsprachiges Internetverzeichnis von Ray King aus Portland, USA. Es führt Webseiten auf mit Informationen über ihren Inhalt und Whois-Informationen. Jeder Besucher kann Einträge hinzufügen oder verändern, als Software kommt MediaWiki zum Einsatz.
Mit mehr als 2,9 Millionen Artikeln war es im Februar 2008 eines der umfangreichsten Wikis, noch vor der englischsprachigen Wikipedia. Nach eigenen Angaben hat AboutUs.org über 10 Millionen Seiten, wobei allerdings die Bezeichnung Artikel einen höheren Qualitätsstandard voraussetzt als Seite (etwa sind dabei keine Benutzer- oder Diskussionsseiten oder Forenbeiträge erlaubt).
Die meisten Seiten in AboutUs.org werden von Bots erstellt, die die Inhalte von Seiten, die das jeweilige Webangebot beschreiben, (daher der Name About Us) in das Wiki kopieren. Diese Praxis brachte dem Verzeichnis auch Kritik ein, da dadurch urheberrechtlich geschütztes Material ohne Erlaubnis des Rechteinhabers kopiert wird und zudem Kontaktinformationen übernommen werden, was nach Meinung Einiger datenschutzrechtlich bedenklich sein könnte. Aboutus.org verteidigt diese Praxis mit dem Argument, Suchmaschinen wie Google oder Internetportale wie Alexa.com arbeiteten auf dieselbe Weise.
Im Mai 2007 kam Ward Cunningham als Chief Technical Officer (technischer Leiter) zu AboutUs.